# Verdienter Techniker des Volkes
Verdienter Techniker des Volkes war eine staatliche Auszeichnung  der Deutschen Demokratischen Republik (DDR), welche in Form eines Ehrentitels mit Urkunde und einer tragbaren Medaille verliehen wurde. 

## Beschreibung
Der Ehrentitel wurde am 8. November 1951 gestiftet und 1952 erstmals verliehen. Er wurde an Werktätige verliehen, die hervorragende Leistungen auf dem Gebiet der Technik vollbracht hatten. Es konnten jährlich bis zu 50 Auszeichnungen vorgenommen werden. Zum Ehrentitel gehörte eine Medaille, eine Urkunde und eine Prämie.
Die Auszeichnung wurde vom Minister für Wissenschaft und Technik verliehen und konnte in der Regel an eine Person nur einmal vergeben werden.

## Medaille zum Ehrentitel
Die Medaille ist rund, vergoldet und hat einen Durchmesser von 31 Millimeter. Sie zeigt auf der Vorderseite über zwei Lorbeerblättern einen Zirkel und einen Winkel zwischen zwei Ähren, darüber die Worte „Verdienter Techniker des Volkes“. Die Rückseite zeigt die Friedenstaube und die Umschrift „Frieden und Wohlstand aus eigener Kraft“. Die Medaillenspange ist schwarz-rot-gold gestreift.

## Verleihungen (unvollständig)
- 1952: Werner Gilde
- 1953: Herbert Flemming
- 1954: Heinrich Wilhelmi
- 1957: Willi Brandenburg, siehe IfH
- 1958: Walter Kaaden
- 1959: Erich Kuntzsch
- 1964: Werner Mansfeld
- 1971: Peter Heß
- 1972: Heinz Töpfer
- 1974: Helmuth Faulstich
- 1975: Eberhart Köhler
- 1983: Werner Gaudian
- 1984: Erich Ansorge
- 1986: Joachim Kiesler, siehe Musikelectronic Geithain

- Siegfried Böhm
- Hans-Dieter Glas
- Franz Hendgen
- Alfred Jante
- Otto-Heinrich Ledderboge
- Gerhard Merkel
- Erwin Pohl
- Erhard Schlechte
- Hans-Günther Wiehler